# Các hình khắc trên đá ở Alta
Các hình khắc trên đá ở Alta là 1 di chỉ khảo cổ ở tỉnh hạt Finnmark, bắc Na Uy, gần sát Vòng Bắc Cực. Di chỉ này đã được UNESCO đưa vào danh sách Di sản thế giới ngày 3.12.1985 vì "giá trị lớn lao về mặt khảo cổ". Đây là di chỉ khảo cổ thời tiền sử duy nhất của Na Uy được UNESCO đưa vào danh sách di sản thế giới.

## Lịch sử
Các hình khắc trên đá ở Alta được tìm thấy lần đầu ngay trước lễ Chúa Thánh thần hiện xuống trong tháng 6 năm 1973 trên 2 bờ vịnh hẹp Altafjord. Người đầu tiên phát hiện ra 1 hình khắc tuần lộc gần nhà Ole Pedersen ở bờ phía đông vịnh hẹp là Isak Balandin, sau 1 chuyến đi đánh cá cùng với người con trai. Ô hình này được mang tên Ole Pedersen I. Cũng trong tuần lễ đó, Åge Nilssen (chết năm 2006) phát hiện các hình trên nóc 1 phiến đá lớn Storsteinen ở Bossekop. Ông ta liền báo cho đại học Tromsø biết. Sau đó ít lâu, 2 thanh niên Roar Kristiansen và Stig Ronald Esjeholm, cũng tìm thấy một số hình ở Apanes.
Năm 1976, Tor Harry Pedersen tìm thấy các hình khắc ở gần nhà của mình ở Bergheim thuộc Hjemmeluft. Charles Pedersen cũng phát hiện các hình khắc ở nông trại Apana, gần Bergheim. Một số hình khác do Svein Erik Thomassen tìm thấy năm 1976.
Ngày nay người ta đếm được trên 5000 hình. Các hình này được khắc trên khoảng 60 vách đá tại 5 nơi khác nhau: Hjemmeluft, Storsteinen, Amtmannsnes, Kåfjord và Transfarelvdalen. Tại Hjemmeluft (tiếng samisk: Jiepmaluokta), cách trung tâm thành phố Alta khoảng 5 km, có ít nhất 3.000 hình khắc. Tại đây có nhà bảo tàng ngoài trời Alta. Chính giáo sư Knut Helskog ở Đại học Tromsø cùng các nhà khảo cổ khác của bảo tàng Alta đã nghiên cứu thu thập tài liệu và cũng phát hiện thêm một số vác đá có hình khắc. Trong một số tài liệu phát hành, giáo sư Helskog đã lầm lẫn khi cho rằng lần đầu phát hiện các hình này là năm 1972. Thực ra là năm 1973.

## Di chỉ khảo cổ độc đáo
Các hình khắc trên đá ở Alta đã được khắc trong khoảng thời gian từ năm 4.200 tới khoảng năm 500 trước Công nguyên. Một số nhà nghiên cứu cho rằng một số hình vẫn được khắc tiếp tục cho tới thế kỷ thế kỷ 6 sau Công nguyên. Đây là tác phẩm của 1 dân tộc sống bằng nghề săn bắt thú vật và đánh bắt cá, có tín ngưỡng và có các nghi lễ thờ cúng. Các hình này dường như cũng tượng trưng cho các huyền thoại hoặc các truyền thuyết liên quan tới thế giới thần linh. Các hình này thường được tô màu son trên các nét khắc, cho dễ nhìn thấy.
Phần lớn các hình khắc là các động vật như tuần lộc, nai sừng tấm, gấu, chó, chó sói, chồn, thỏ, vịt, thiên nga, chim cốc, cá hồi, cá voi vv... Vì thế các hình này giúp cho ta hiểu được môi trường cũng như phương tiện sinh sống của nền văn hóa này trong thời kỳ đó. 
Các hình khác mô tả con người, các thuyền, các cảnh săn bắt thú vật hoặc đánh bắt cá cũng như các cảnh nhảy múa theo các nghi lễ thờ cúng, dường như theo đạo Shamanism.

## Xem thêm

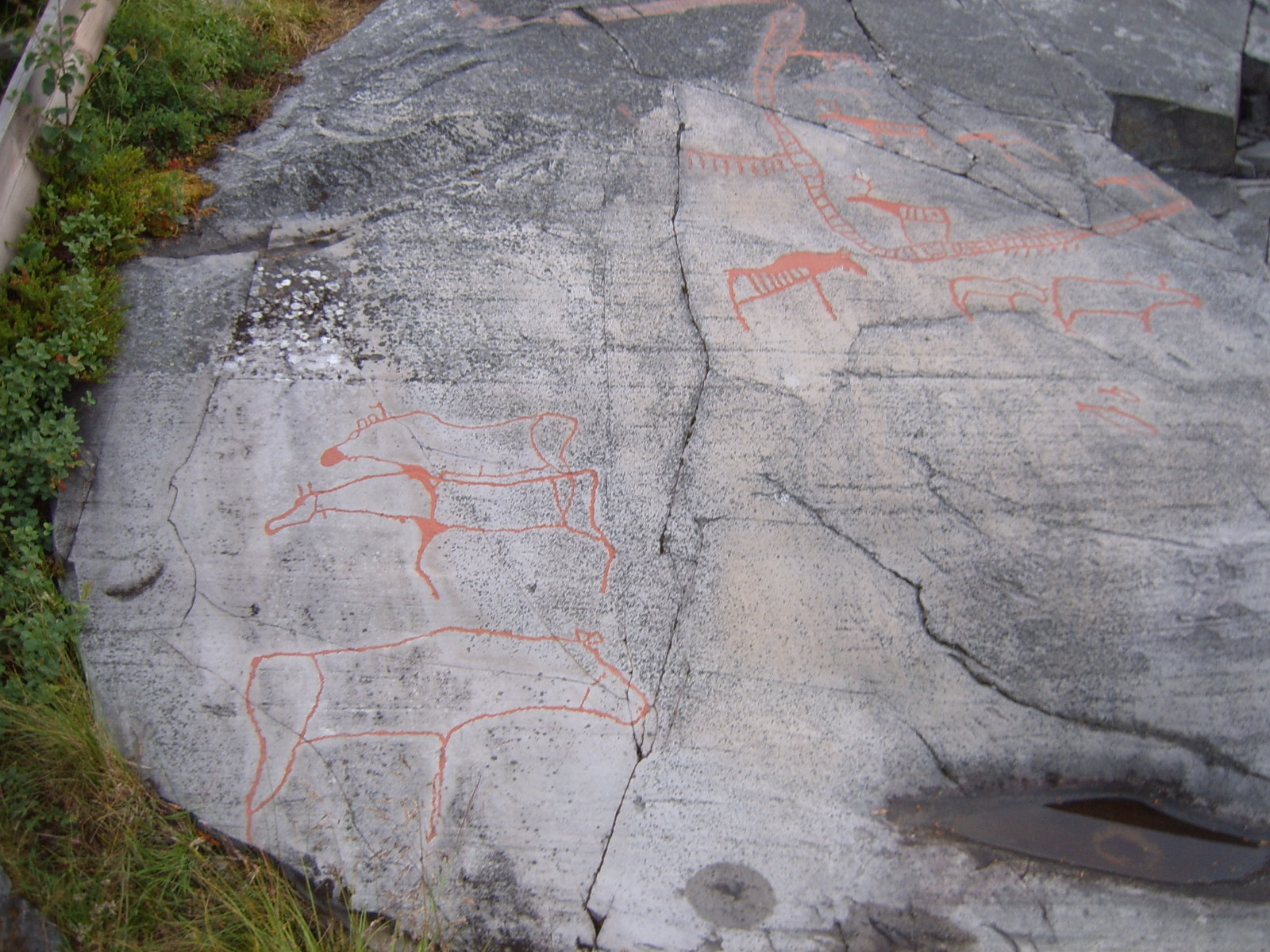
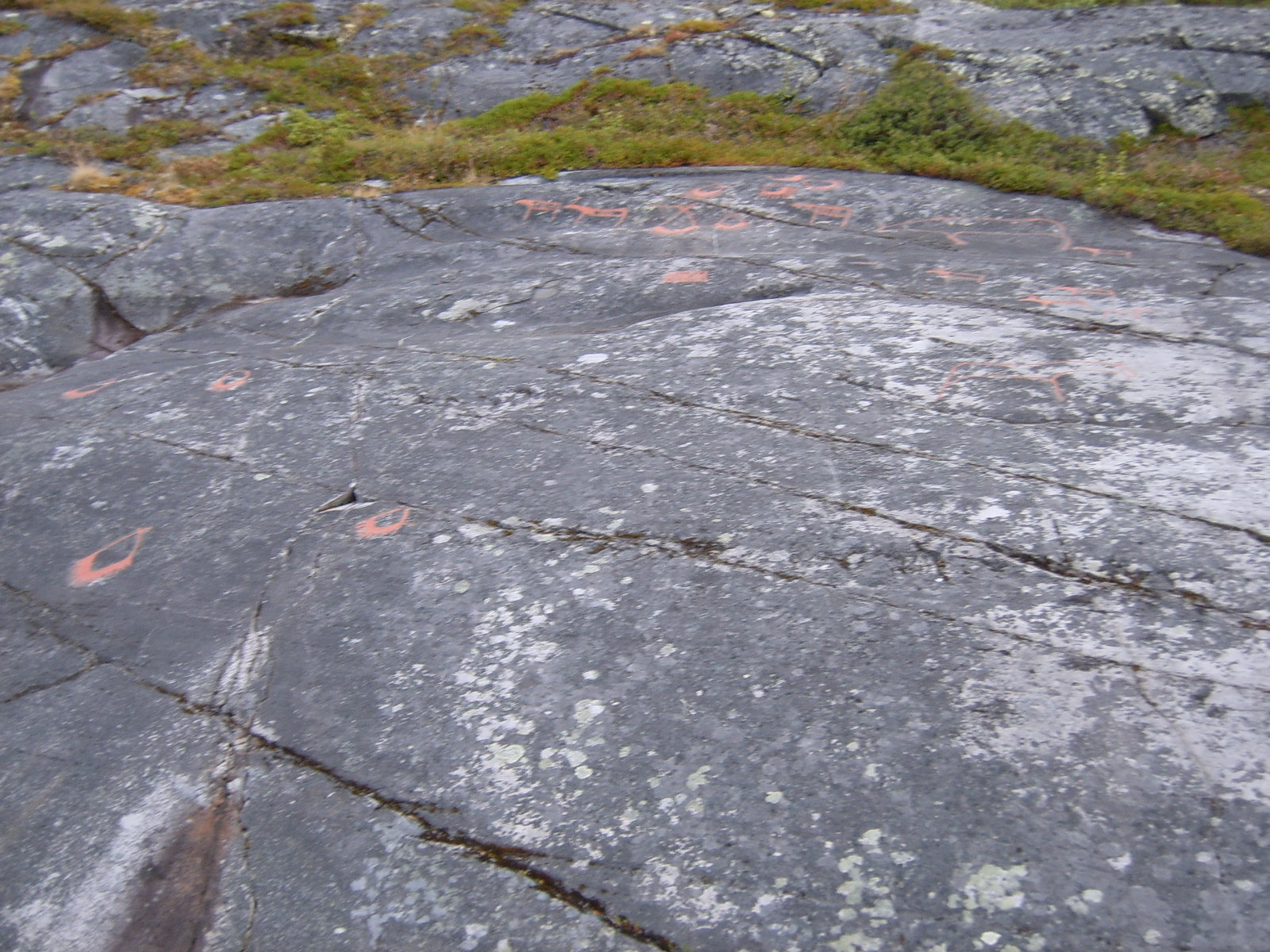
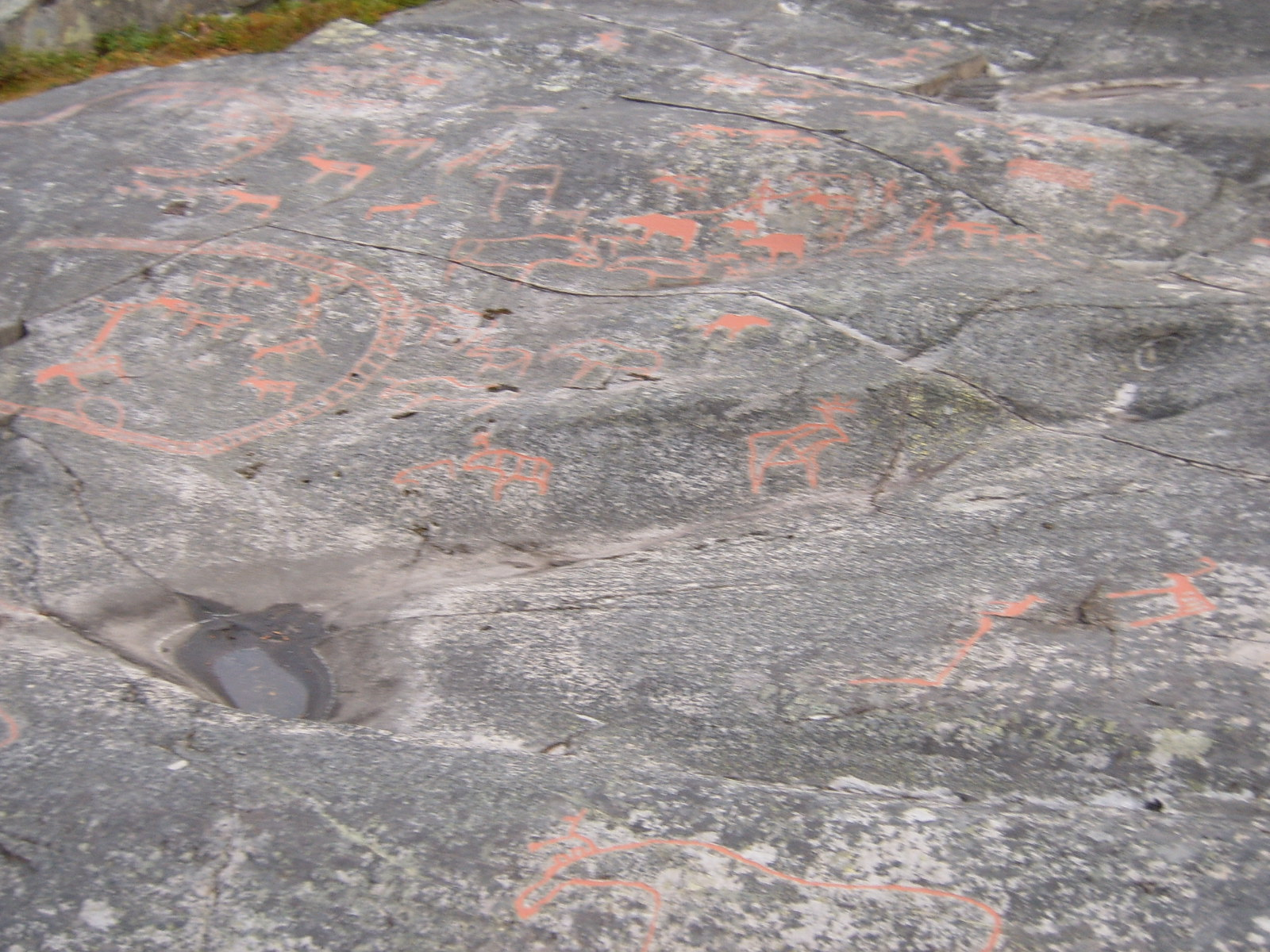
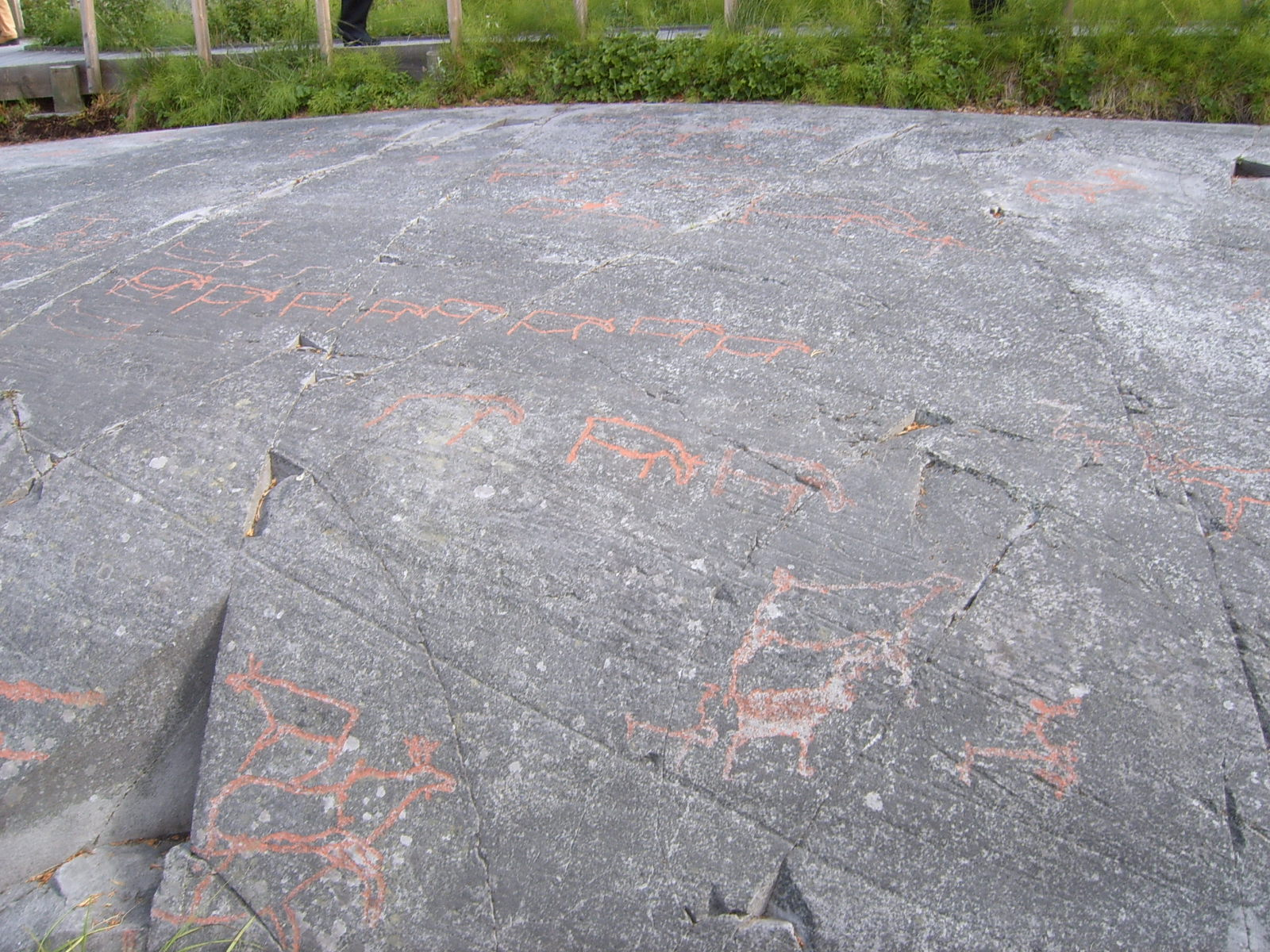
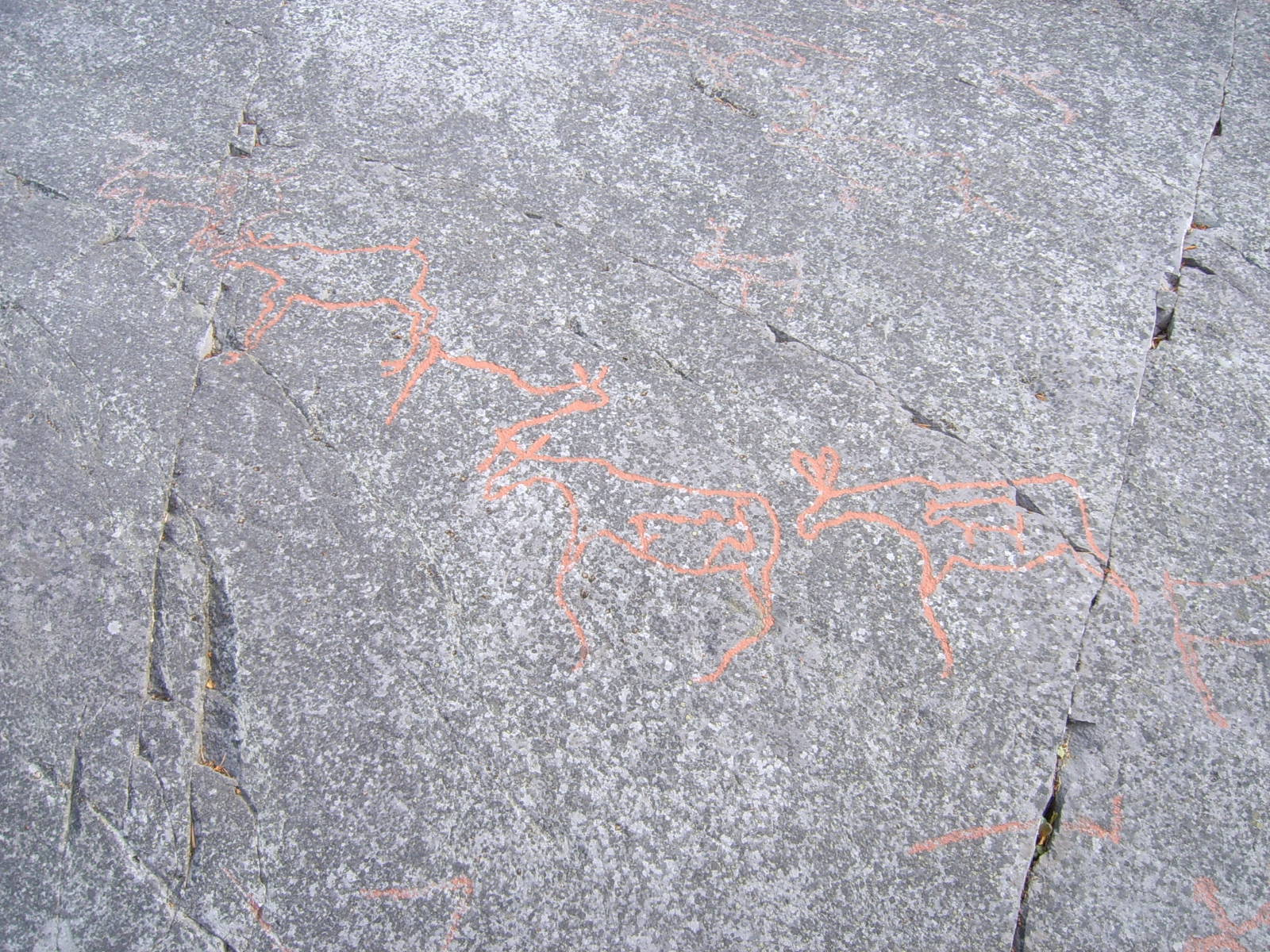
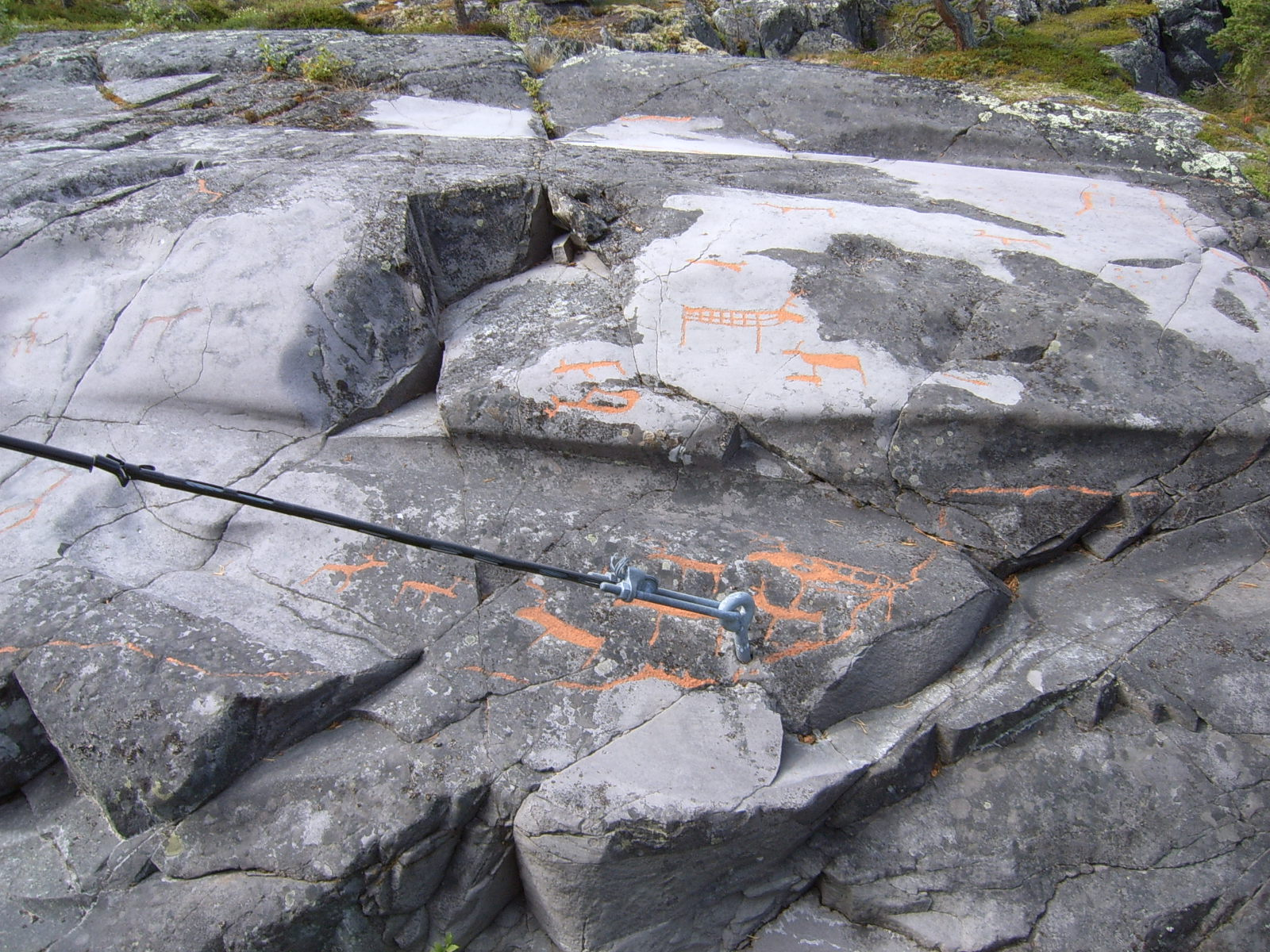
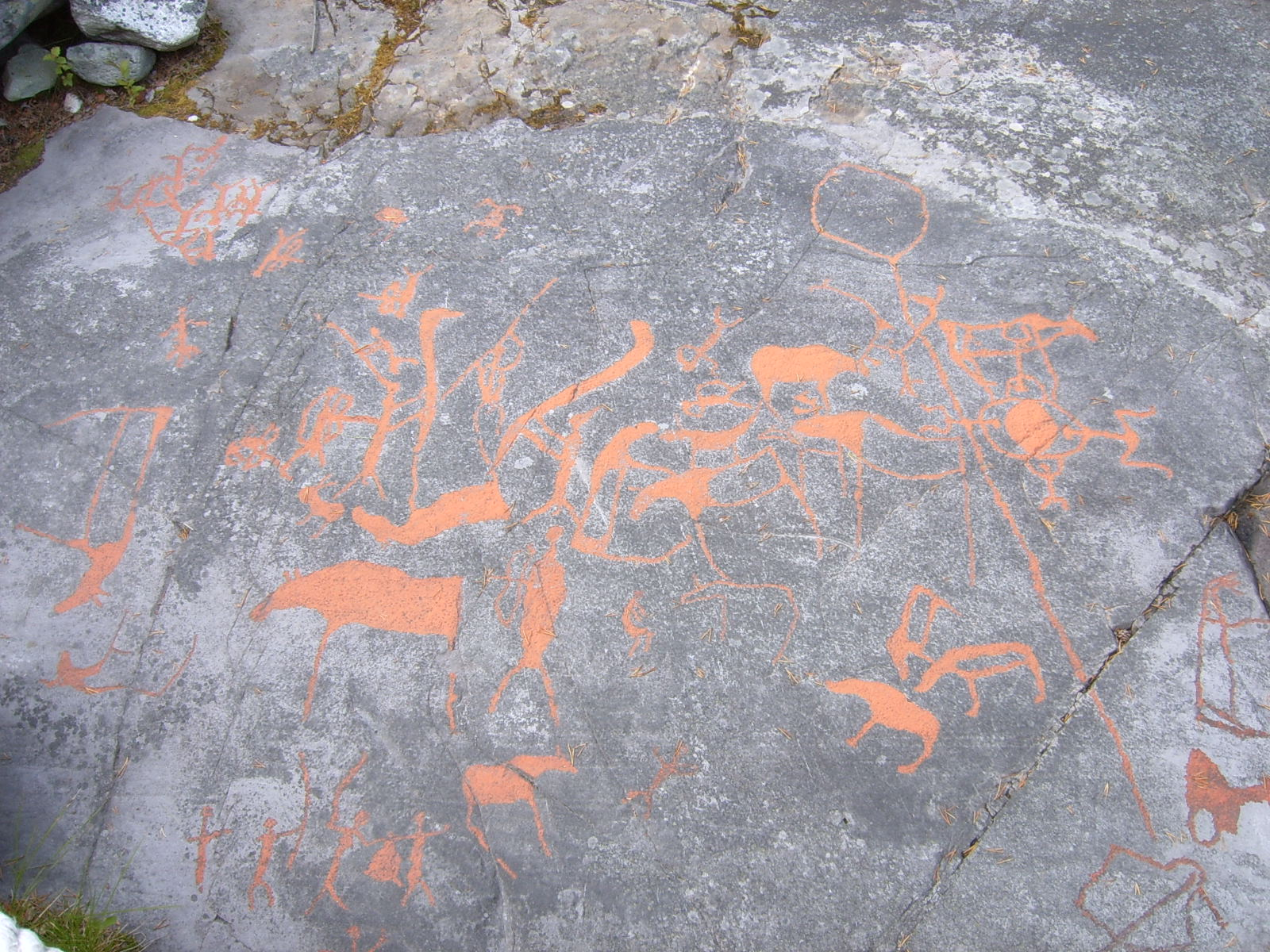
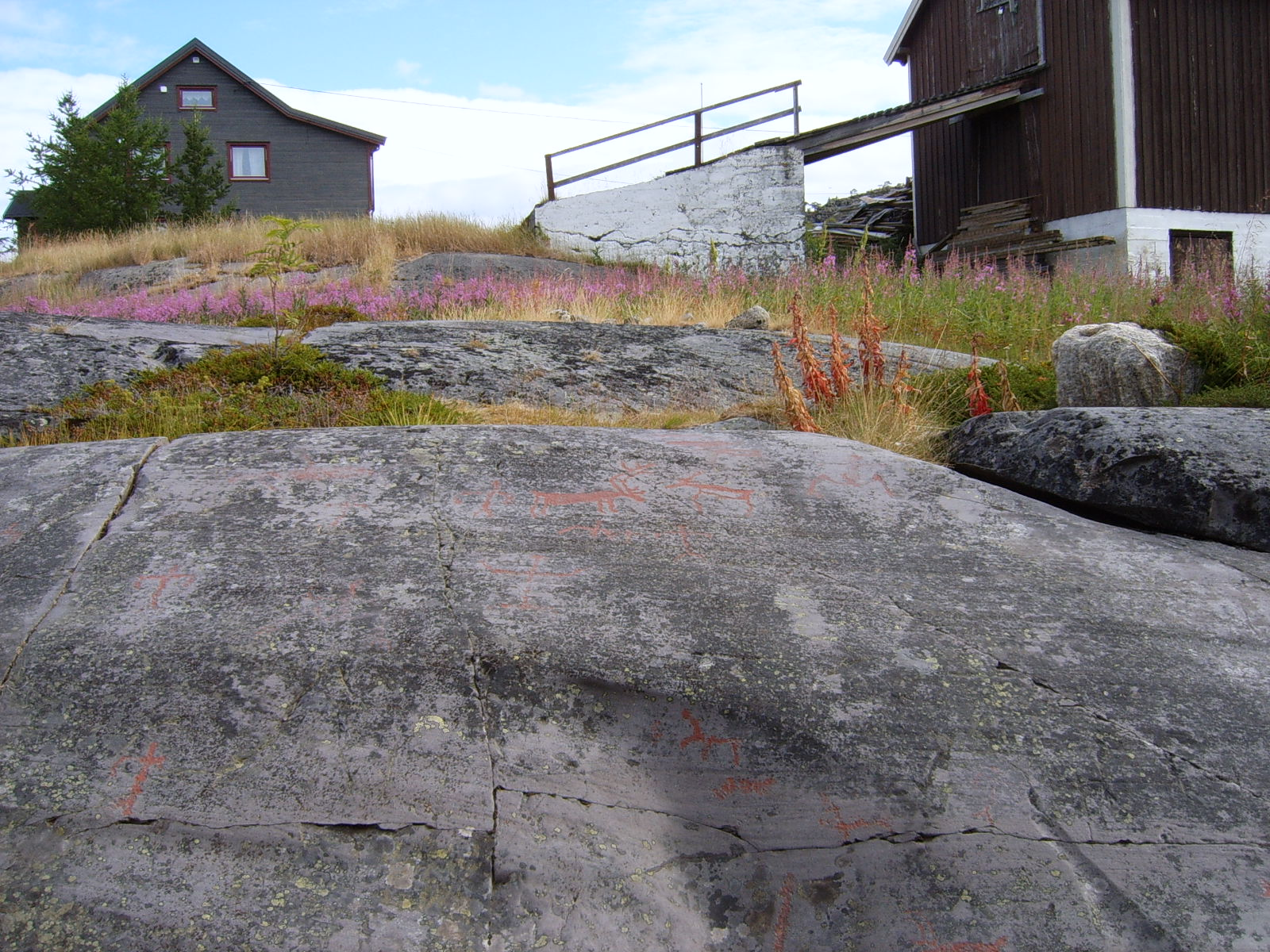
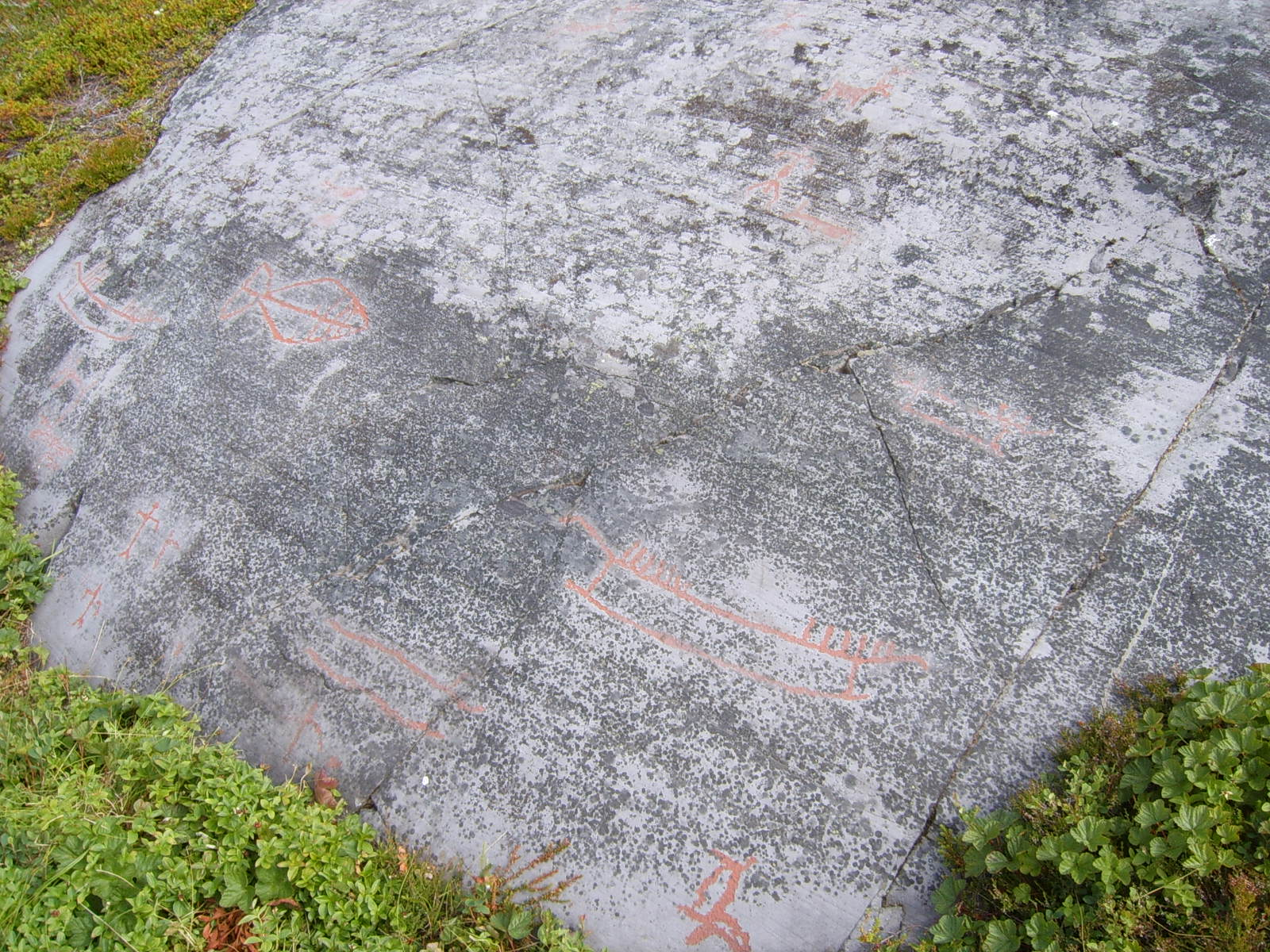
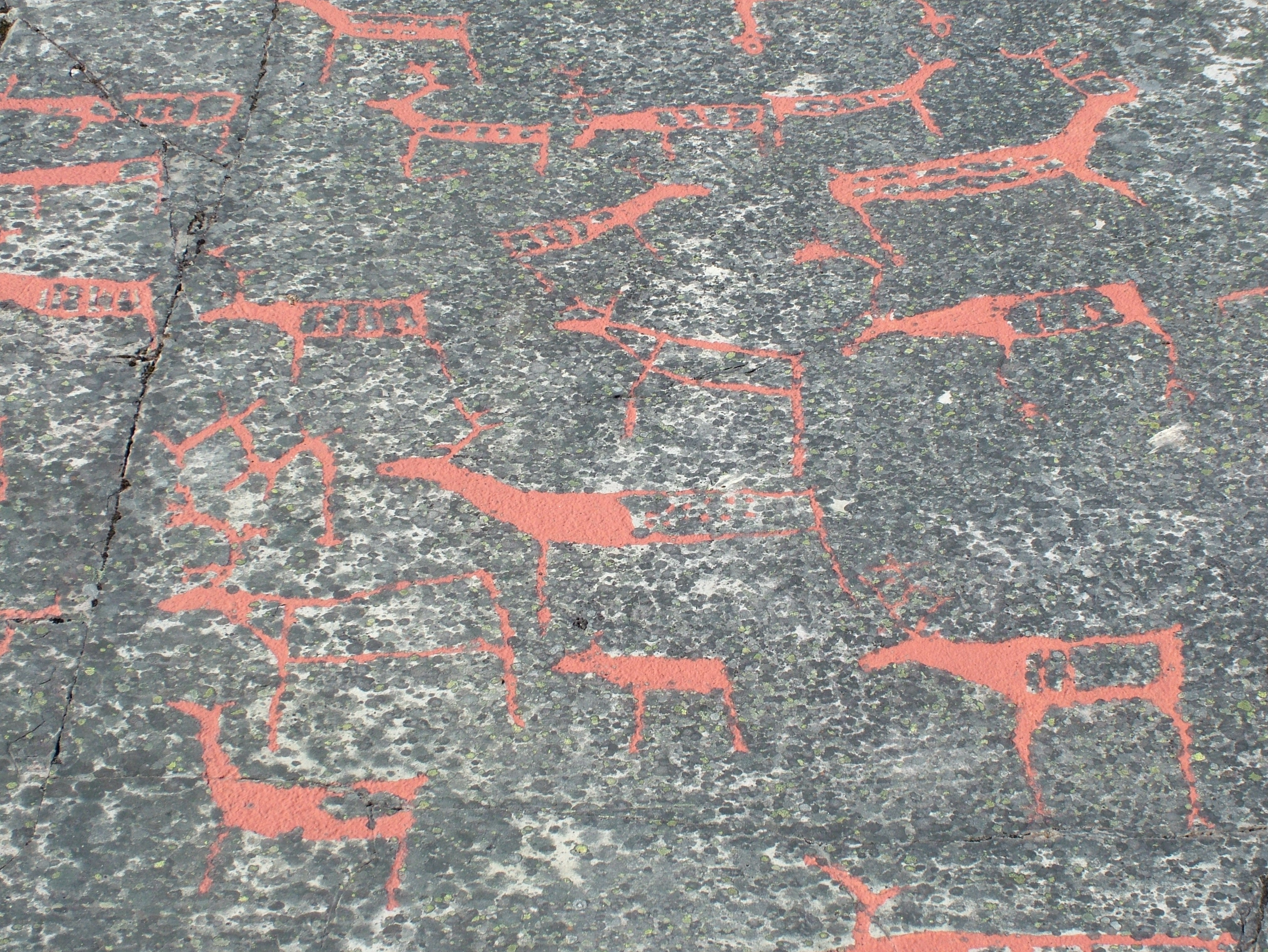
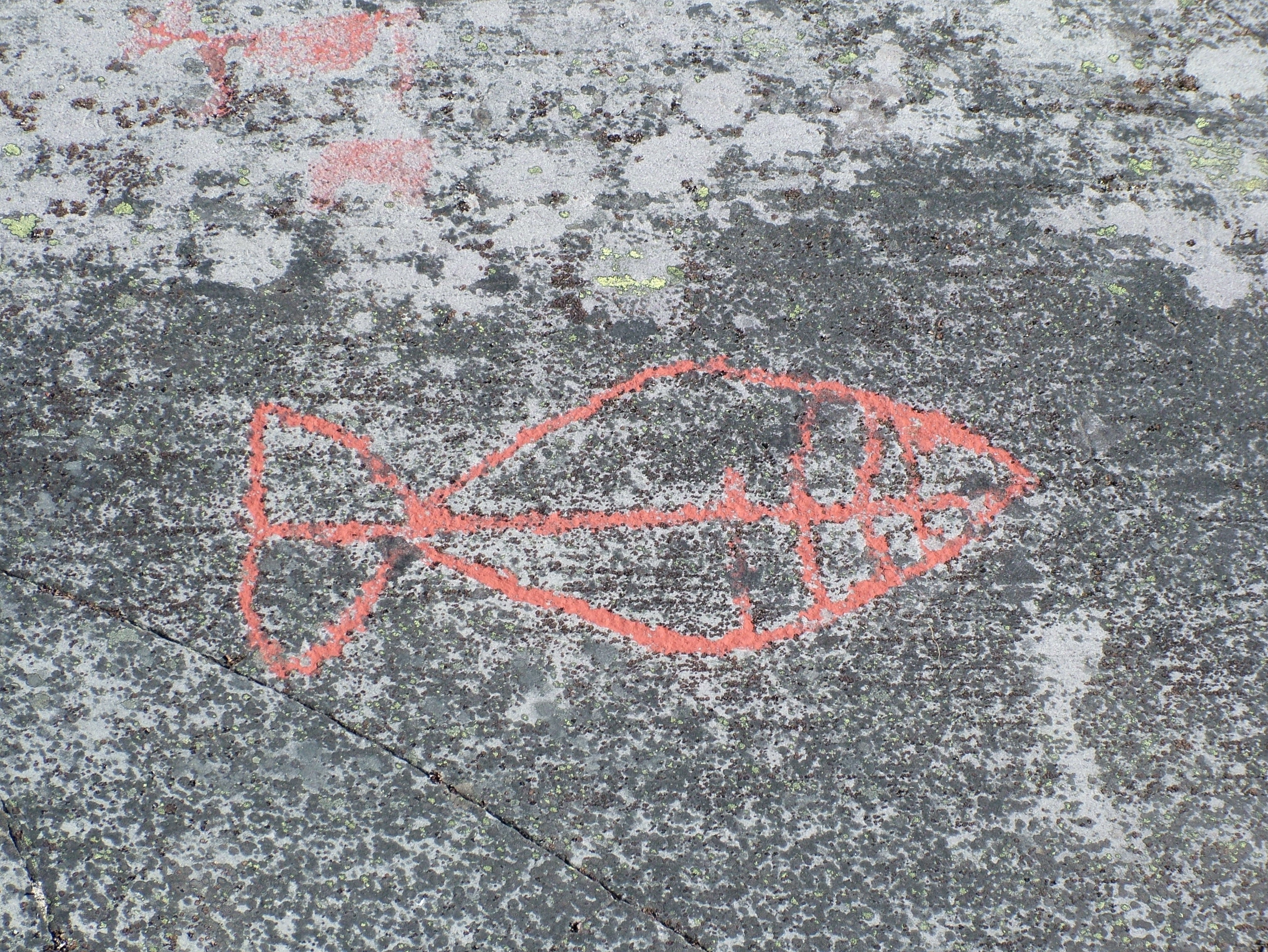
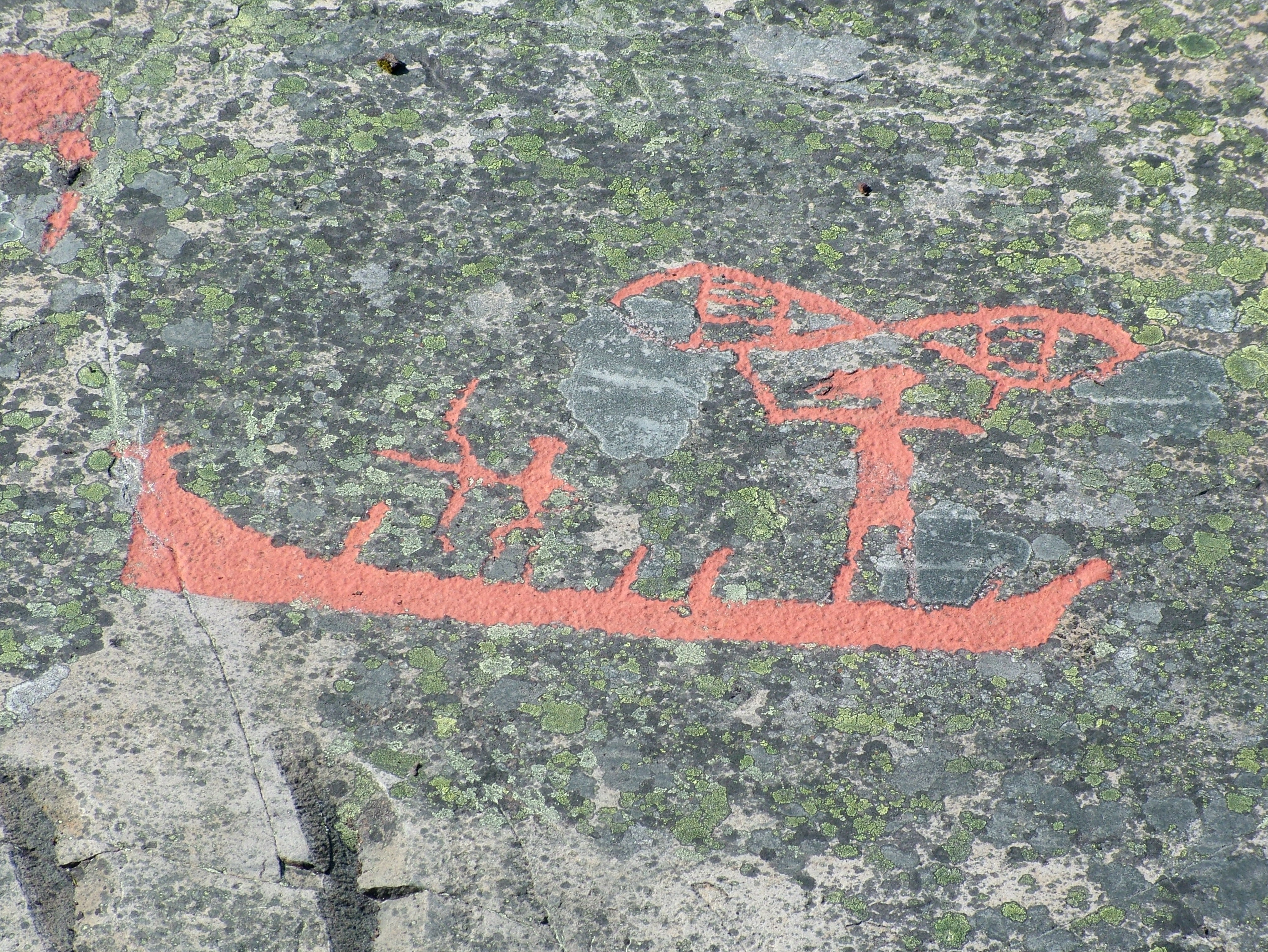